# جون إم. فورد
جون إم. فورد (بالإنجليزية: John M. Ford)‏ (10 أبريل 1957، إيست شيكاغو في الولايات المتحدة - 25 سبتمبر 2006، منيابولس في الولايات المتحدة)؛ كاتب وروائي أمريكي.

## روابط خارجية
- جون إم. فورد على موقع إن إن دي بي (الإنجليزية)